# 津田延代
津田 延代（つだ のぶよ、1921年〈大正10年〉6月19日 - 2018年〈平成30年〉1月5日）は、日本の女優、声優。最終所属は青二プロダクション。旧芸名は津田 利子、津田 まり子、津田 マリ子。新潟県出身。

## 略歴
かつては前進座に所属していた。
青二プロダクションの創立メンバー。
2018年1月5日に死去したことが、所属事務所である青二プロダクションの公式サイトで発表された。96歳没。

## 人物
声種は「渋味のアルト」。
特技は着付け、メーキャップ。

## 出演作品

### テレビアニメ
1968年
- ゲゲゲの鬼太郎（第1作）

1969年
- 佐武と市捕物控
- もーれつア太郎（第1作）

1971年
- アパッチ野球軍（行商の老婆）
- さるとびエッちゃん（天下三子）
- ルパン三世 (TV第1シリーズ)

1972年
- 海のトリトン（オトヨばあさん）
- 国松さまのお通りだい（理事長）
- デビルマン（1972年 - 1973年、ゾルドバ）
- 魔法使いチャッピー（オババ）

1973年
- キューティーハニー（1973年 - 1974年、ヒストラー）
- ドロロンえん魔くん

1974年
- 魔女っ子メグちゃん（1974年 - 1975年）

1975年
- 大空魔竜ガイキング（呪術師）

1976年
- 一休さん
- キャンディ・キャンディ（マーサ）
- UFOロボ グレンダイザー（荒野ハラ）

1977年
- 超合体魔術ロボ ギンガイザー（お種婆さん）

1978年
- 銀河鉄道999（悪魔、ボロン）
- 女王陛下のプティアンジェ（老婆）

1979年
- アニメーション紀行 マルコ・ポーロの冒険（老婆）

1980年
- がんばれ元気（おきく）
- 釣りキチ三平（おばば）
- 魔法少女ララベル

1982年
- おちゃめ神物語コロコロポロン（キルケ）
- パタリロ!

1983年
- スペースコブラ
- 北斗の拳（占師）

1984年
- 牧場の少女カトリ（老婆）

1985年
- ゲゲゲの鬼太郎（第3作）（1985年 - 1987年、吹っけしばばあ〈初代〉、女夜叉）

1989年
- 悪魔くん（鬼婆）

1995年
- アニメ世界の童話（魔女）

1996年
- 名犬ラッシー（フォレストばあさん）

1997年
- ゲゲゲの鬼太郎（第4作）（1997年 - 1998年、蛇骨婆）

2003年
- TEXHNOLYZE（老婆B）

### 劇場アニメ
- 銀河鉄道999 ガラスのクレア（1980年、幻の母）
- 戦国魔神ゴーショーグン 時の異邦人（1985年、老婆）
- ゲゲゲの鬼太郎 妖怪大戦争（1986年、祈祷師）

### OVA
- Crying フリーマン（1988年、虎風鈴、虎母）

### ゲーム
- ドラゴンスレイヤー英雄伝説II [PCエンジン]（バーバラ）

### 吹き替え

#### 映画
- OK牧場の決斗（1978年吹替版）（日本テレビ）
- 砂塵に血を吐け（ロンダ・リストン〈キャロル・ブラウン〉）

#### ドラマ
- ER緊急救命室 #5（ファテム）
- 奥さまは魔女（エンドラ[1]〈代役〉）

#### アニメ
- ヘラクレス（ラケシス）

#### 人形劇
- フラグルロック

### テレビドラマ
- 少年ジェット（マダム竜堂）
- SPACE SHOWER TV FREAK OUT!（進行ナレーション）

### 映画
- 愛・旅立ち
- ケイゾク/映画 Beautiful Dreamer（磯山早苗）